# Rajko Ostojić
Rajko Ostojić (ur. 19 stycznia 1962 w Zagrzebiu) – chorwacki lekarz, polityk i nauczyciel akademicki, parlamentarzysta, w latach 2011–2014 minister zdrowia.

## Życiorys
W 1986 ukończył studia medyczne na Uniwersytecie w Zagrzebiu. Na tej samej uczelni uzyskiwał magisterium (1990) i doktorat (1996). Szkolił się również w Stanach Zjednoczonych. Specjalizacje zawodowe uzyskiwał z chorób wewnętrznych, gastroenterologii i hepatologii. Zawodowo jako lekarz związany z uniwersyteckim centrum klinicznym KBC w Zagrzebiu, w 2002 stanął na czele oddziału hepatologii, a w latach 2001–2004 był zastępcą dyrektora tej placówki. Jednocześnie zajął się działalnością akademicką na macierzystej uczelni, obejmując na niej stanowisko profesorskie. Został też przewodniczącym chorwackiego towarzystwa gastroenterologii.
Jako lekarz służący w siłach zbrojnych na początku lat 90. uczestniczył w wojnie w Chorwacji. W latach 2000–2002 zajmował stanowisko wiceministra zdrowia w rządzie Ivicy Račana. Zaangażował się w działalność polityczną w ramach Socjaldemokratycznej Partii Chorwacji, do której wstąpił w 2007. W tym samym roku po raz pierwszy został wybrany do Zgromadzenia Chorwackiego. Z powodzeniem ubiegał się o reelekcję w wyborach w 2011 i 2015, kończąc sprawowanie mandatu w 2016.
W latach 2011–2014 pełnił funkcję ministra zdrowia w gabinecie Zorana Milanovicia. W 2013 bez powodzenia ubiegał się o urząd burmistrza Zagrzebia, przegrywając w drugiej turze z Milanem Bandiciem. W 2020 ponownie został wybrany do chorwackiego parlamentu. W 2021 został wykluczony z partii.